# モルニヤ (人工衛星)
モルニヤ（ロシア語：Молния、ラテン文字表記の例：Molniya、雷の意味）とは、ソビエト連邦と、その宇宙開発事業を引き継いだロシア連邦によって運用されている通信衛星である。モルニヤ軌道という特有の軌道を採用しており、すべての打ち上げにモルニヤロケットが使用されている。試作機が1964年に打ち上げられて以降、現在でも使用が続けられており、これまでに打ち上げられたモルニヤ衛星の総数は150以上にのぼる。
しばしばモルニアという表記も見受けられる。

## 開発
モルニヤの開発が始まったのは1960年10月30日のことである。この日、ソ連最初の通信衛星の開発命令が政府によって発令された。開発の担当にはコロリョフの率いるOKB-1が選ばれた。試験型のモルニヤ1の設計作業は1963年までに完了した。
1964年6月4日には最初の打ち上げが行われたが、ロケットの故障のため軌道投入に失敗した。続く8月22日の打ち上げでは、衛星の軌道投入にこそ成功したものの、アンテナの予定通りの展開が行われなかったため通信実験が不可能になった。この衛星にはコスモス41号という名前が与えられ、一部の機能のテストが行われるにとどまった。1965年4月の3回目の打ち上げに至ってようやく成果を上げることができ、初めて正式にモルニヤの名が与えられた。その後は年2機から3機のペースでの打ち上げが続き1968年までに運用体制が整った。始めのうち、モルニヤ衛星は軍事目的を主体として運用された。
モルニヤの開発・改良は、後にOKB-1からクラスノヤルスクのレシェトネフに移管されている。

## 設計
モルニヤの本体は、高さ4.4m、最大直径1.4m（高さ3.4-4.2m、直径1.6mとも）、内容積2.5m3の与圧された密閉容器で、内部の温度はコントロールされていた。電力を供給するための太陽電池パネルが6枚ほど本体から放射状に伸び、花、あるいは風車のような外見をしている。太陽電池を含めた差し渡しは8mに達した。質量はモルニヤ1型で1650kgほどである。
衛星は軌道変更のためのロケットエンジンが搭載されていた。このエンジンは推進剤として硝酸と非対称ジメチルヒドラジンを使用し、200kg重（2000ニュートン）の出力を発揮できた（イオンエンジンを搭載していたというソースもある）。また、地上との通信中は、太陽電池パネルを太陽に、アンテナを地球に向けるように姿勢制御を行った。衛星の姿勢は搭載されたジャイロスコープによって安定化され、姿勢の感知には可視光センサーが利用された。
衛星の設計寿命は当初1年半から2年だったが、その後の改良により次第に延長された。

## バリエーション
1964年から打ち上げが開始された最初のモルニヤ衛星はモルニヤ1と呼ばれる。搭載された送信機はアルファという名前のもので、波長10mの周波数帯を使用し、単方向通信モード・双方向通信モードの両方が使用可能だった。モルニヤ1はもともと実験衛星として設計され、実用型としては別にモルニヤ1Mが設計されていたが、モルニヤ1の結果が良好だったためにモルニヤ1がそのまま実用化された。
1970年になると送信機をベータというものに変更した改良型のモルニヤ1Tが登場した。ベータの出力は40Wで、0.8-1.0GHzの周波数で通信を行った。運用体制は1972年に整った。モルニヤ1Tは主に軍事通信用として運用され、2008年現在も使用されている。
モルニヤ1は1965年から2004年までに計100機が打上げられ、うち94機が打ち上げに成功した。1974年7月に打ち上げられたモルニヤ1Sは1機だけ静止軌道に投入され、ソ連初の静止衛星となった
。
モルニヤ2はモルニヤ1の成功により宙に浮いたモルニヤ1Mをベースに開発されたもので、ラドゥガ静止衛星とともに軍事通信のネットワークである衛星通信統一システム（YeSSS）を構築した。1971年から1974年までの間に試験運用が行われ、1974年から1977年まで実用に供されていた。モルニヤ2は衛星放送にも軍事通信にも利用されていた。
モルニヤ2は1971年から1977年までに計19機が打上げられ、17機の打ち上げに成功した。
モルニヤ2に続いて製作されたのがモルニヤ3（モルニヤ2M）である。試験飛行は1974年から始められ、1977年までにモルニヤ2に取って代わった。軍事用のモルニヤ1Tと比べやや増強された電力システムを持ち、セグメント3と名づけられた出力40 - 80W、周波数4 - 6GHzの3チャンネル送信機を搭載している。一時期は軍事通信衛星としても利用されていたが、現在ではモルニヤ1Tが軍事目的・モルニヤ3が非軍事目的と棲み分けられている。打ち上げはすべてプレセツク宇宙基地から行われていた。
モルニヤ3は1974年から2005年までに計56機が打上げられた(改良型のモルニヤ-3K 2機を含む)。2005年6月21日に打ち上げられたモルニヤ-3Kが最後のモルニヤ衛星の打ち上げとなったが、この打ち上げは失敗した。

## モルニヤ軌道

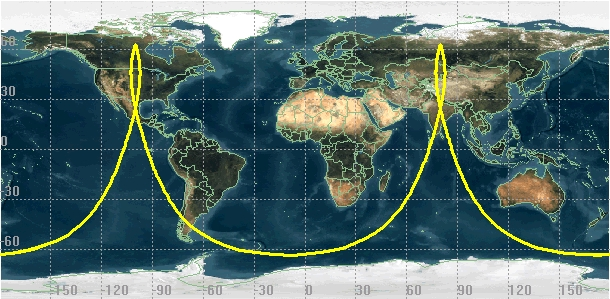
モルニヤ軌道をとる衛星が地球上を移動する経路。ロシア上空とアメリカ上空に一旦留まる。

モルニヤ衛星はモルニヤ軌道と呼ばれる、準同期軌道の一種のきわめて軌道離心率が高い楕円軌道に置かれている。
ソビエト連邦の大部分は高緯度地域にある。高緯度から赤道上空に浮かぶ通常の静止衛星を眺めると、仰角が低すぎて通信の条件が良くない。そこで衛星を近点高度500km、遠点高度4万km、軌道周期が12時間（つまり半日）の楕円軌道に投入することが考えられた。この軌道にある衛星をロシアから見ると、地平線から現れた衛星が速度を落としながら空を昇り、天頂近くを非常にゆっくりと移動したあと、速度を上げながら地平線へ沈んでいくように見える。このような衛星を間隔をあけて数機ほど配置することで、通信に好都合な天頂付近に常に衛星をおくことが可能である。モルニヤ衛星では軌道面の異なる4つの軌道に各2機の衛星を配置して最低8機(実際にはさらに予備機を準備)でサービスを行う運用が行われた。
この方法では、高緯度地域であっても天頂近くに衛星を配置することが出来るほか、静止衛星への投入に比べ必要とされる速度変化が少ないので衛星の大型化が可能となった。その代わり、通信に使用するアンテナは衛星の動きに追従しなければならない。実際、モルニヤ衛星との通信に使われている地上のアンテナは、電子制御により自動で衛星を追尾するようになっている。

## 運用
モルニヤ衛星1機だけでは常時通信可能なシステムとしては機能しないため、現実には何機かを組み合わせて衛星コンステレーションを構築した上で使用する。モルニヤ衛星が天頂付近にとどまる時間は限られているので、複数のモルニヤ衛星が交代に天頂に昇るようにしなければならない。さらに、地球の自転を考慮して、それぞれのモルニヤ衛星を異なった軌道面に投入する必要があった。もし全てのモルニヤを同じ軌道面に投入すると、地球の回転に伴って衛星が天頂にとどまる地上の位置がロシア領内から西にずれていってしまうことになる。
現在は二十数機のモルニヤ衛星が地球を周回しており、これらが系統だったネットワークを構成している。その内訳は、軍事用のモルニヤ1T型と民間用のモルニヤ3型がそれぞれほぼ半分ずつである。衛星が故障したり寿命を迎えたりすると代替機が打ち上げられるが、技術の進歩に伴って衛星の設計寿命が延び、その頻度は減少傾向にあった。
モルニヤ衛星は2005年6月に最後の打ち上げが行われた。2006年からは後継のメリディアン衛星シリーズの打ち上げが行われており、徐々にモルニヤ衛星と交代しているところである。